# Ali Arslan
Ali Arslan (* 12. April 1947 in Tire, Provinz İzmir) ist ein deutscher Schriftsteller und Lehrer türkischer Abstammung.
Der aus der Westtürkei stammende Arslan absolvierte ein Pädagogikstudium in Ankara. Seit 1981 lebt er in Deutschland.
Seit Anfang der 1980er Jahre veröffentlicht Arslan Bücher in türkischer Sprache bei deutschen und türkischen Verlagen. Zu seinem Werk als Schriftsteller gehören Romane, Erzählungen sowie Kinder- und Jugendbücher. Übersetzungen ins Deutsche liegen vor. Seit 1993 ist Arslan deutscher Staatsbürger und Mitglied Verband Deutsche Schriftsteller.
Arslan hat zwei Söhne, lebt und arbeitet in Hagen.

## Veröffentlichungen
- Artin Usta, Erzählung, Yaba Yayınları, 1983, 2. Auflage, 2002
- Serçe 1, Roman, Berfin Yayınları, 1988, 2. Auflage, 2001
- Bidikler, Kinderbuch, Ortadoğu, 1991
- Küçük Umutlar, Erzählung, Koral Yayınları, 1994, 2. Auflage Berfin Yayınları
- Bahçedeki Kuşlar, Kinderbuch, Anadolu, 1994
- Güneşli Düşler, Jugendroman, Anadolu, 1995
- Masal Ülkesi, Jugendbuch, Anadolu, 1995
- Ama Sevgi Kalmalı, Roman, Berfin Yayınları, 2002
- Serçe 2, Roman, Berfin Yayınları, 2004
- Sevginin Renkleri-Die Farben Der Liebe, Jugendroman Anadolu, 2011